# Bulbophyllum klossii
Bulbophyllum klossii là một loài phong lan thuộc chi Bulbophyllum.